# Cantó de Le Châtelet-en-Brie
El cantó de Le Châtelet-en-Brie és un antic cantó francès del departament del Sena i Marne, que estava situat al districte de Melun. Comptava amb 13 municipis i el cap era Le Châtelet-en-Brie.
Al 2015 va desaparèixer i el seu territori va passar a formar part del cantó de Nangis.

## Municipis
- Blandy
- Chartrettes
- Le Châtelet-en-Brie
- Châtillon-la-Borde
- Échouboulains
- Les Écrennes
- Féricy
- Fontaine-le-Port
- Machault
- Moisenay
- Pamfou
- Sivry-Courtry
- Valence-en-Brie

## Història
| Data d'elecció                           | Identitat      | Partit                                        | Qualitat |
| ---------------------------------------- | -------------- | --------------------------------------------- | -------- |
| 1945-1976                                | Pierre Brun    | Radical independent, després UDR, després RPR |          |
| 1976-1979                                | Pierre Le Guen | UDF                                           |          |
| 1979-1985                                | Martine Noël   | PS                                            |          |
| 1985-1998                                | Pierre Le Guen | Divers droite                                 |          |
| 1998-2004                                | Tino Petruzzi  | Divers gauche                                 |          |
| 2004-                                    | Jean Dey       | EELV                                          |          |
| les dades anteriors no són pas conegudes |                |                                               |          |
|                                          |                |                                               |          |